# Seven & I Holdings Co.
Seven & I Holdings Co., Ltd. (株式会社セブン&アイ・ホールディングス Kabushiki-gaisha Sebun ando Ai　Hōrudingusu,  Seven-i (セブンアイ)) er en japansk diversificeret detailhandelskoncern med hovedsæde i Nibancho, Chiyoda, Tokyo. Virksomheden er oprindeligt grundlagt i 1920 som Ito-Yokado. I 2011 var Seven & I blandt verdens 20 største detailhandelskoncerner og havde ca. 35.000 butikker i ca. 100 lande.

## Historie
Seven & I Holdings blev etableret 1. september 2005 som moderselskab til 7-Eleven Japans kæde af convenience stores, Ito-Yokado supermarkeder og tøjbutikker, Denny's Japans familierestauranter. I november 2005 færdiggjorde koncernen opkøbet af amerikanske 7-Eleven Inc.
26. december 2005 bekendtgjorde virksomheden opkøbet af Millennium Retailing, der er moderselskab til Sogo- og Seibukæderne af stormagasiner. Overtagelsen gjorde Seven & I Holdings til den største grossist- og detailvirksomhed i Japan.
11. august 2006 opkøbte Seven & I det Lombard i Illinois-baserede White Hen.
Juli 2007 bekendtgjorde koncernen en ekspansion af koncernens amerikanske kæde af 7-Eleven-butikker. De foreslog yderligere 1000 butikker i en plan til en en værdi af 2,4 mia. US$, således at de i alt ville få mere end 7.000 butikker i USA. Målet var at opnå 10 mia. US$ i årlig omsætning i USA fra 2010.
11. juni 2012 køber Seven & I gennem sit 7-Eleven, Inc. datterselskab i alt 23 convenience stores i USA af Strasburger Enterprises, Inc.

## Datterselskaber
- 7-Eleven
- Ito-Yokado
- Seven Bank
- Sogo & Seibu